# 埃姆斯河畔哈伦
埃姆斯河畔哈伦（德語：Haren (Ems)），简称哈伦（德語：Haren，發音：[ˈhaːʁən] ⓘ），是德国下萨克森州埃姆斯兰县的城市，面积208.79平方千米，2023年12月31日人口为24,719人。